# Верх-Ябоган
Верх-Ябоган — село в Ябоганском сельском поселении Усть-Канского муниципального района Республики Алтай России.

## География

### Высота
Село расположено на высоте 1319 м над уровнем моря.

### Расстояние до других населённых пунктов
Расстояние до:
- районного центра Усть-Кана: 54 км.,
- центра сельсовета Ябогана: 12 км.

### Улицы села[4]
- Заречная,
- Нагорная,
- Ойношева.

## Население
| 2010 | 2011 | 2012 | 2013 | 2014 | 2015 | 2016 |
| ---- | ---- | ---- | ---- | ---- | ---- | ---- |
| 128  | →128 | ↘119 | ↗120 | ↘111 | ↗116 | →116 |

По состоянию на 2002 год, численность населения составляла 161 человек.